# Cotovscoe
Cotovscoe (en rumano: Cotovscoe; en gagauzo: Kırlannar) es una comuna y pueblo de la unidad territorial autónoma de Gagaúzia, al sur de Moldavia.

## Toponimia
El nombre del asentamiento en otros idiomas de importancia en el asentamiento es Kotóvskoye (en ruso: Котовское; en ucraniano: Котовське).

## Geografía
Cotovscoe está situado a orillas del río Yalpug. 

## Historia
Cotovscoe fue fundada en 1924 por inmigrantes del pueblo de Congaz. El pueblo recibió su nombre moderno en 1950, pues antes se llamaba oficialmente Kirlanar (en ruso: Кирланар).

## Demografía
La evolución de la población de Cotovscoe entre 2004 y 2014 fue la siguiente:
| 989                          | 873 |
| (Fuente: Localitati Moldova) |     |

Según el censo de 2004, los gagaúzos representaban el 95,45 % de la población; los rumanos, el 2,22%; y los búlgaros de Besarabia, el 1,11%.